# Akademik Fiodorov
 (janvier 2025).
Si vous disposez d'ouvrages ou d'articles de référence ou si vous connaissez des sites web de qualité traitant du thème abordé ici, merci de compléter l'article en donnant les références utiles à sa vérifiabilité et en les liant à la section « Notes et références ».
Le R/V Akademik Fiodorov ou Fedorov est un navire océanographique, fleuron de la flotte de recherche polaire russe. Il a été construit en Finlande pour l'ex-URSS. Il porte le nom d'un explorateur polaire soviétique, académicien de l'Académie des sciences, Ievgueni Konstantinovitch Fiodorov, qui a travaillé sur la première station dérivante soviétique dans l'océan Arctique, Severny Polious-1.

## Histoire
Le navire a été construit au chantier naval Rauma-Repola à Rauma (Finlande) en 1982. Son premier voyage a eu lieu le 24 octobre 1987. Il participe chaque année aux travaux de l'expédition antarctique russe (en) en effectuant des expéditions régulières dans l'Arctique. En septembre 2012, l'Akademik Fiodorov avait été en mer pendant 5 424 jours (près de 15 ans) en effectuant 34 expéditions : 25 vers l'Antarctique et 9 vers l'Arctique, dépassant les 941 000 milles marins et effectuant trois voyages autour du monde.

### Expédition russe en 2005 au pôle nord
L'Akademik Fiodorov, sous escorte d'un brise-glace, a effectué une étude sur la dorsale de Mendeleïev. Il a ensuite évacué la station dérivante Pôle-33 et mis en place la nouvelle station dérivante Pôle-34.

### Expédition russe 2007 au pôle Nord
Le 1er août 2007, l'Akademik Fiodorov a pris la direction du pôle Nord en compagnie d'un brise-glace dans le cadre des efforts de la Russie pour revendiquer les fonds sous-marins du pôle Nord.
Le 2 août 2007, l'Akademik Fiodorov a navigué avec 100 scientifiques et chercheurs et deux mini-sous-marins hauturiers au pôle Nord. Les scientifiques ont été envoyés à une profondeur de plus de 4 000 m, où ils ont largué une capsule en titane contenant le drapeau russe. Bien que le largage du drapeau soit un geste symbolique rappelant que les États-Unis ont planté un drapeau américain à la surface de la Lune, la loi ne garantit pas le droit de la Russie d'extraire le pétrole et le gaz des fonds marins.
En conséquence, les scientifiques cherchaient des preuves qu'une chaîne de montagnes sous-marine de près de 2 000 km, la dorsale de Lomonossov, qui s'étend à travers la région polaire nord, est en réalité un prolongement géologique de la Russie, permettant ainsi à la Russie de la revendiquer auprès de la Convention des Nations unies sur le droit de la mer.
Le Danemark soutient que la dorsale de Lomonossov est une extension géologique du Groenland, un territoire danois, alors que le Canada prétend qu'il s'agit d'une extension de l'île d'Ellesmere. Les gouvernements danois et canadien devraient déployer leurs propres efforts scientifiques pour montrer que la dorsale ne fait pas partie de la Russie. Les États-Unis et le Canada conservent également des droits pétroliers et gaziers dans la région.
Dans ce contexte politique, le navire est régulièrement mentionné dans la presse,.

## Galerie

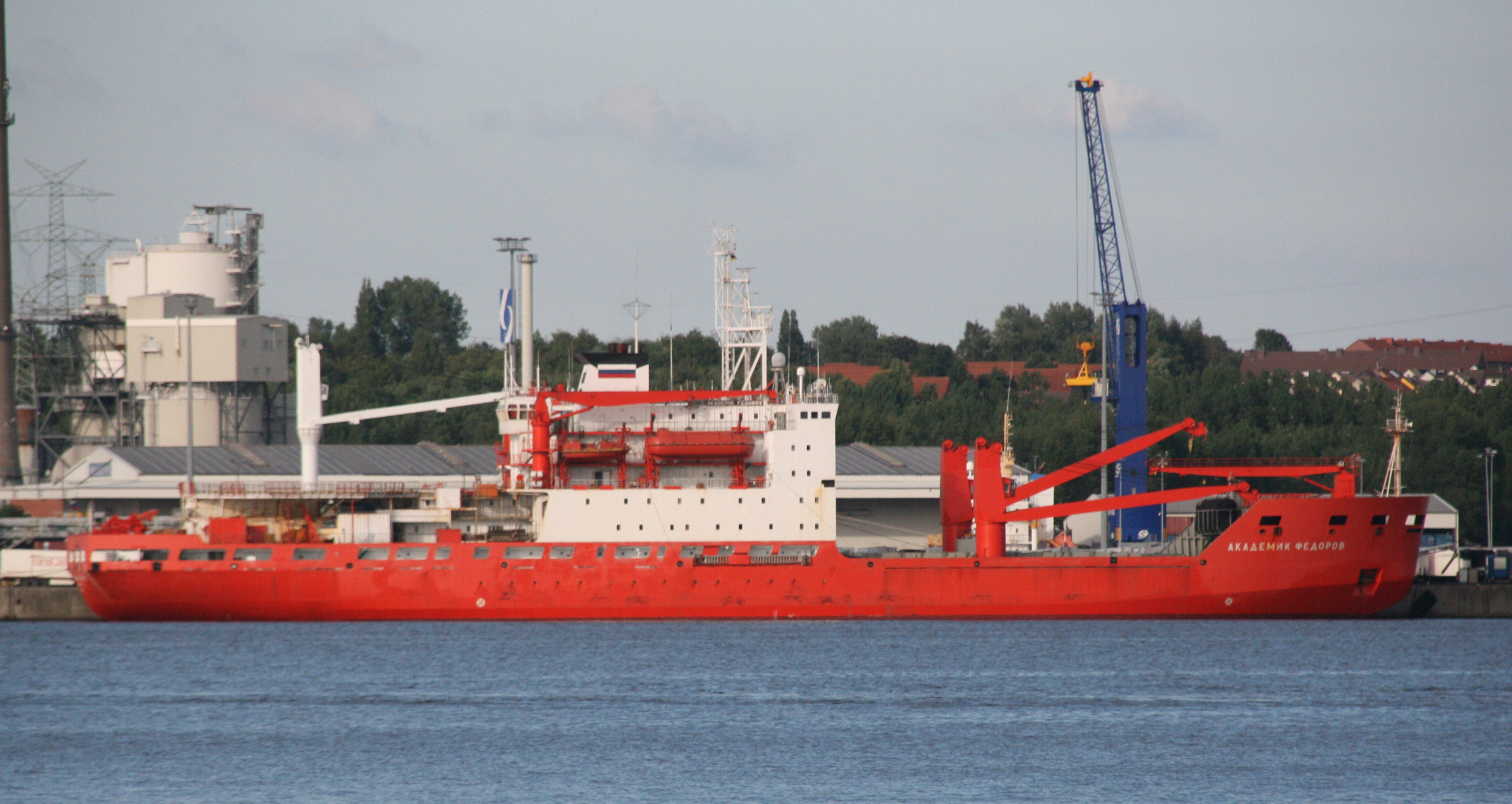
RV Akademik Fiodorov
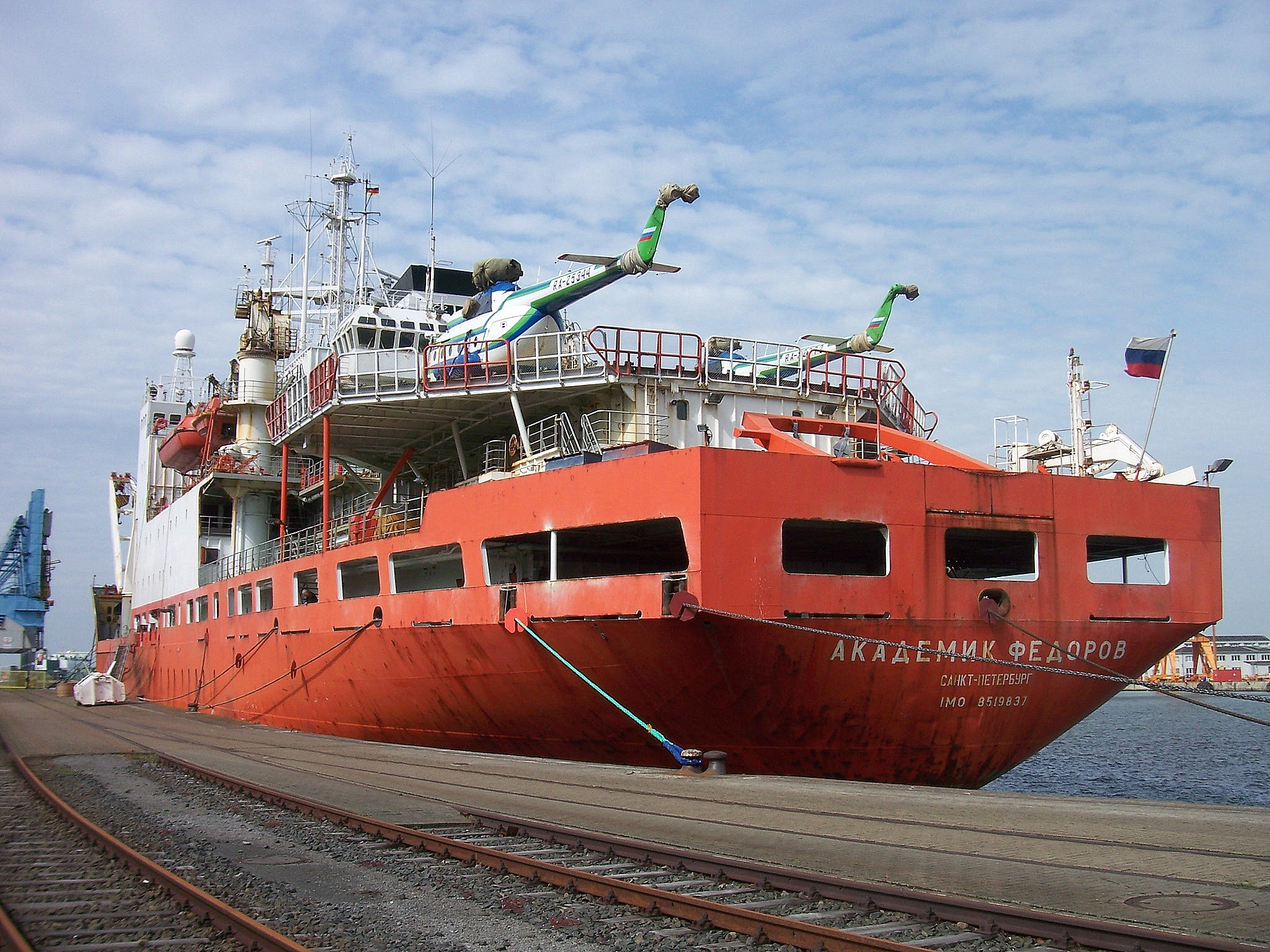
Akademik Fiodorov (pont arrière)
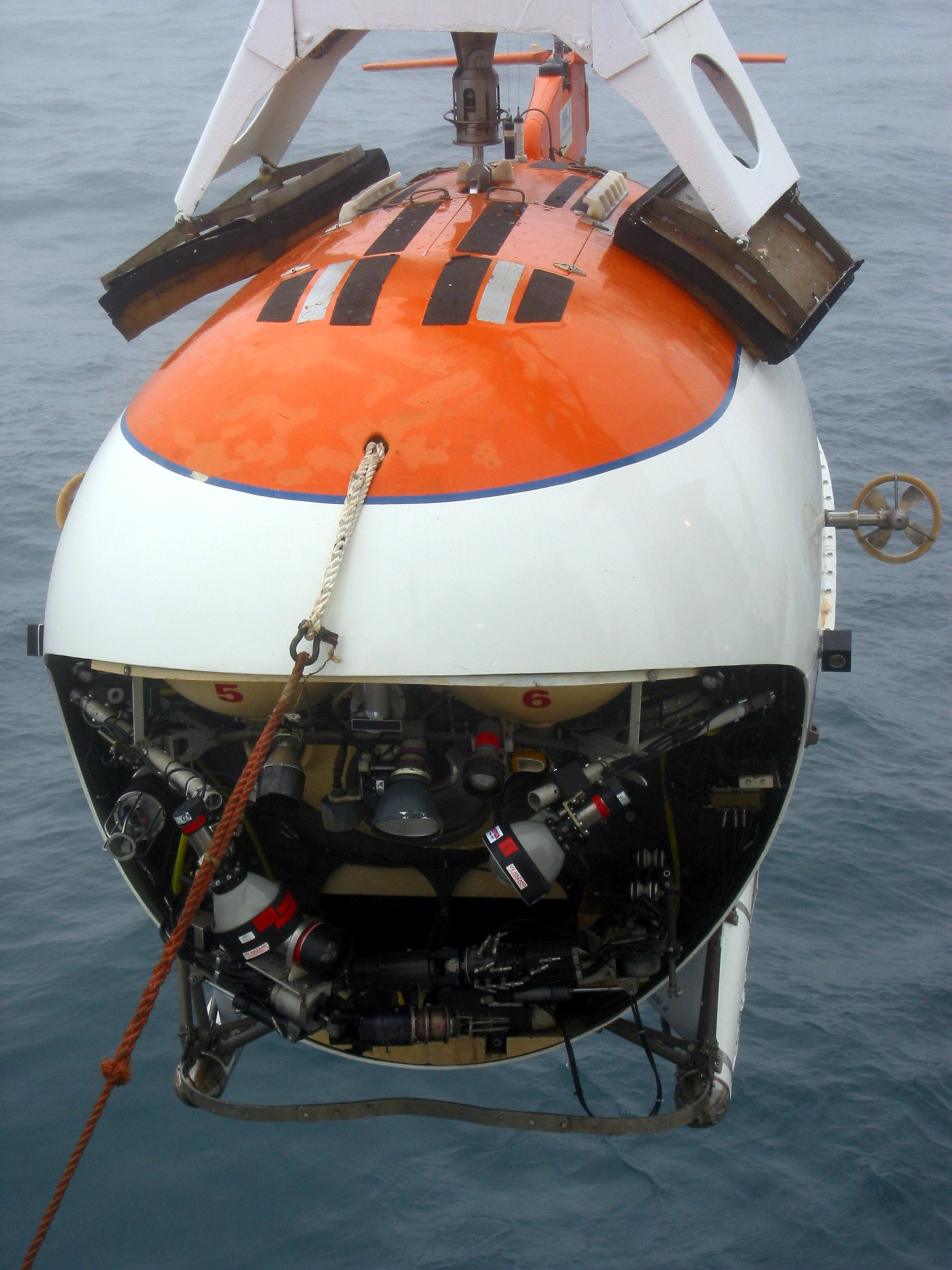
mini sous-marin MIR